# Roel Luynenburg
Roelof Johan Luynenburg, detto Roel (Haarlem, 23 maggio 1945 – Amsterdam, 6 novembre 2023), è stato un canottiere olandese.

## Palmarès

### Olimpiadi
- 1 medaglia:
  - 1 bronzo (Monaco di Baviera 1972 nel due senza)

### Mondiali
- 1 medaglia:
  - 1 bronzo (Bled 1966 nel quattro senza)